# Pristomerus dimidiatus
Pristomerus dimidiatus är en stekelart som först beskrevs av Morley 1913.  Pristomerus dimidiatus ingår i släktet Pristomerus och familjen brokparasitsteklar. Inga underarter finns listade i Catalogue of Life.